# Mercedes-Benz EQS
A Mercedes-Benz EQS (belső jelölése: V 297) a Mercedes-Benz csoport akkumulátoros elektromos luxus autótípusa . A méretek hasonlóak a 223-as sorozat jelenlegi S-osztályához, de az EQS a Mercedes-Benz EQ almárkához van rendelve. A járművet 2021. április 15-én mutatták be, a Mercedes-Benz Vision EQS tanulmányt már 2019-ben bemutatták a Nemzetközi Autószalonon . 2021 szeptemberében a Mercedes-AMG egy változata következett. Az EQS felülvizsgált változatát 2024 áprilisában mutatták be. Az S-osztályhoz hasonlóan a járművet is az 56-os gyárban, Sindelfingenben gyártják.
A 2022. április 19-én bemutatott Mercedes-Benz EQS SUV ugyanazt a műszaki alapot használja.

## Tervezés
Az EQS-vel a Mercedes-Benz bevezeti az one-bow néven ismert karosszériaformát, amely elszakad a lépcsős szedán klasszikus sziluettjétől, széles ívvel és az egyes alkatrészek közötti átmenetekkel. A sorozatgyártású járműben nem a tanulmány 24 colos kerekei vannak, hanem valamivel kisebbek, 19 és 22 hüvelyk között. A Daimler az íj formáját fekete panelnek nevezi, és többek között kérésre felajánlja oda a Mercedes-Benz mintát – egy stilizált háromágú, amely a Mercedes csillagára utal. A 2024-es facelift óta a sorozat a Mercedes sztárjával is elérhető motorháztető figuraként. A sorozatmodell elöl opcionálisan vetítésre képes Digital Light fényszórókkal rendelkezik. A hátsó lámpák belsejében új spirális elrendezés található (3D helix kialakítás). A lámpák elöl és hátul egy lámpacsíkon keresztül csatlakoznak.

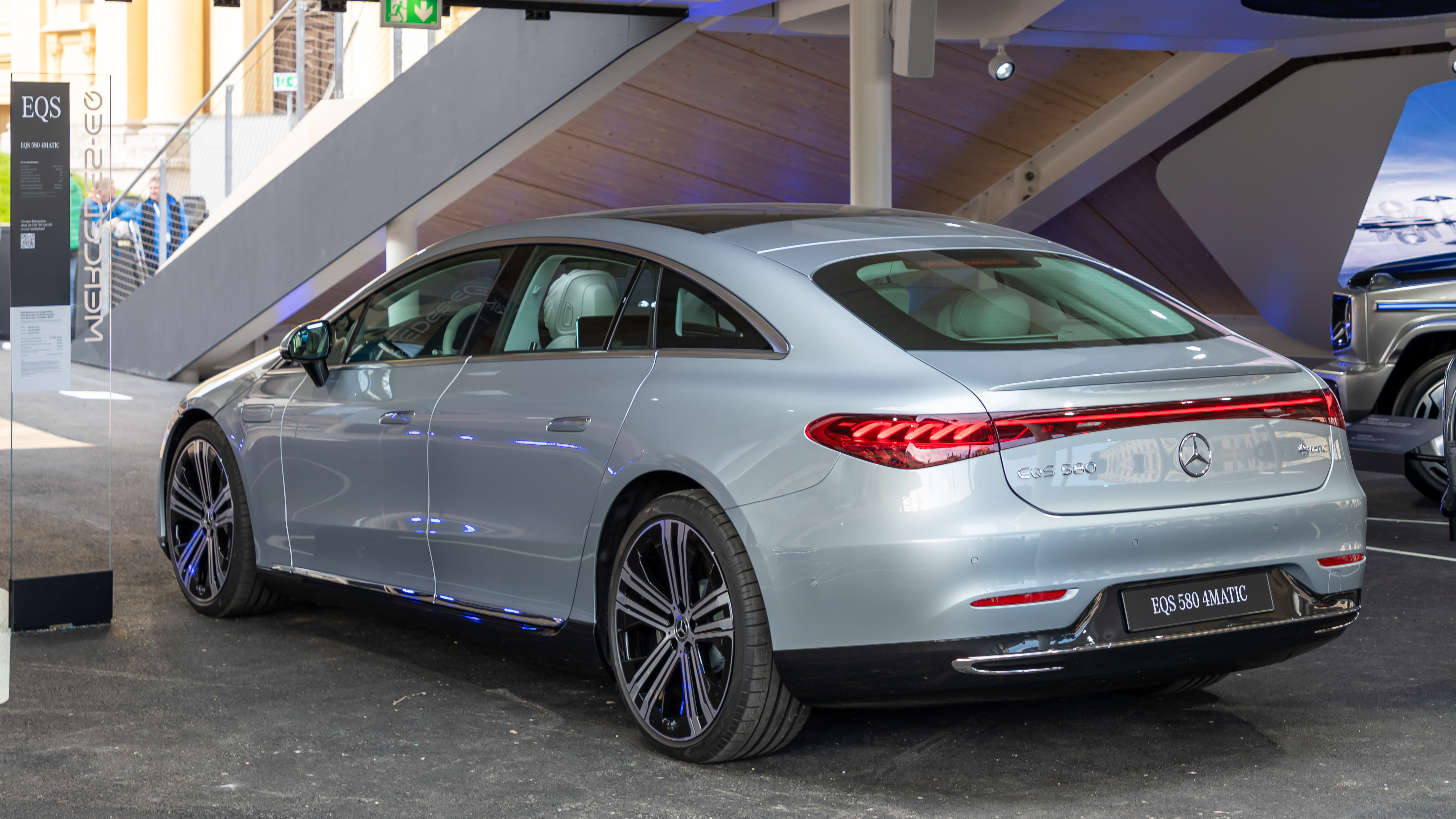
Hátulnézetből
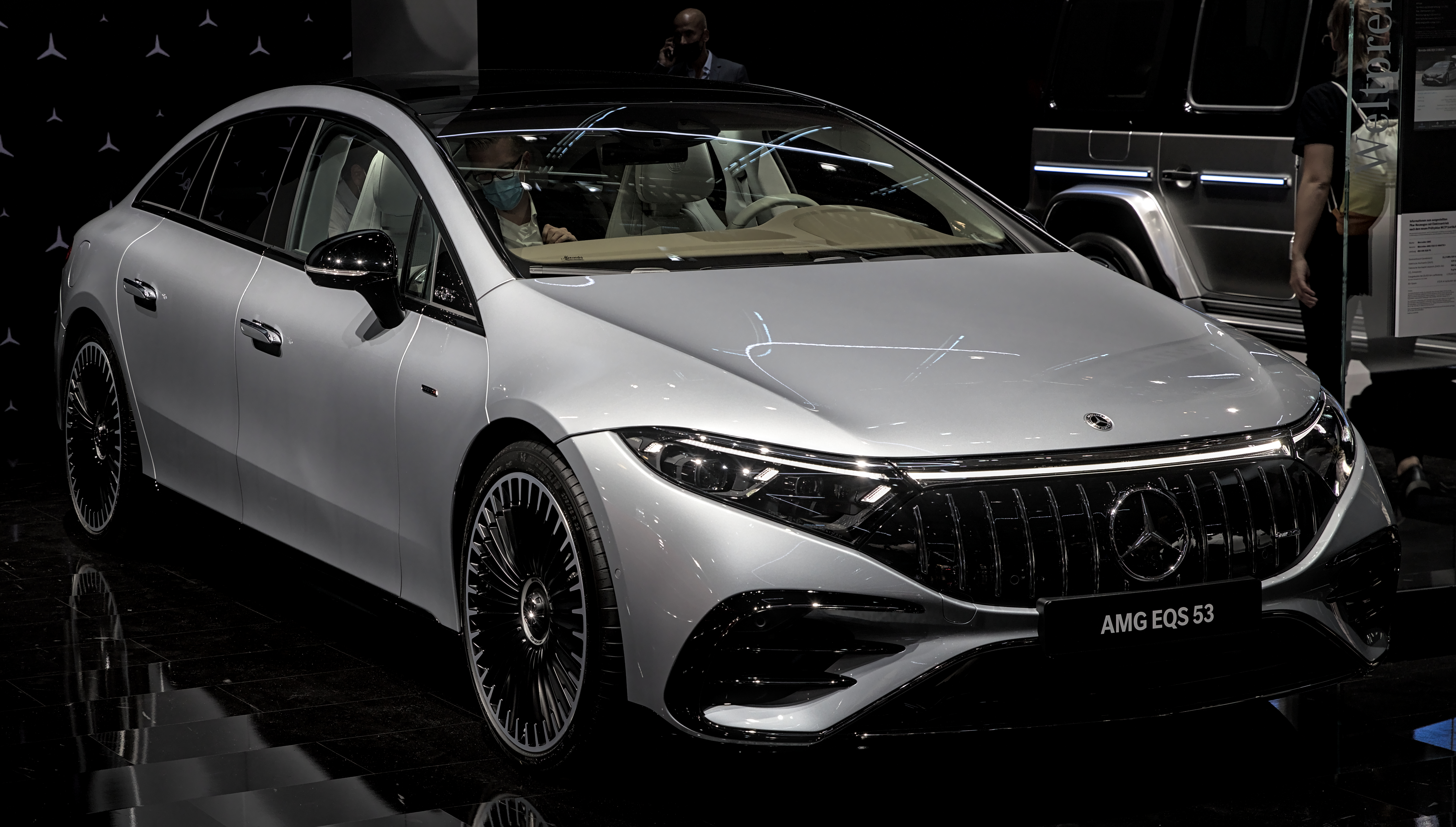
Mercedes-AMG EQS 53 (2021–2024)
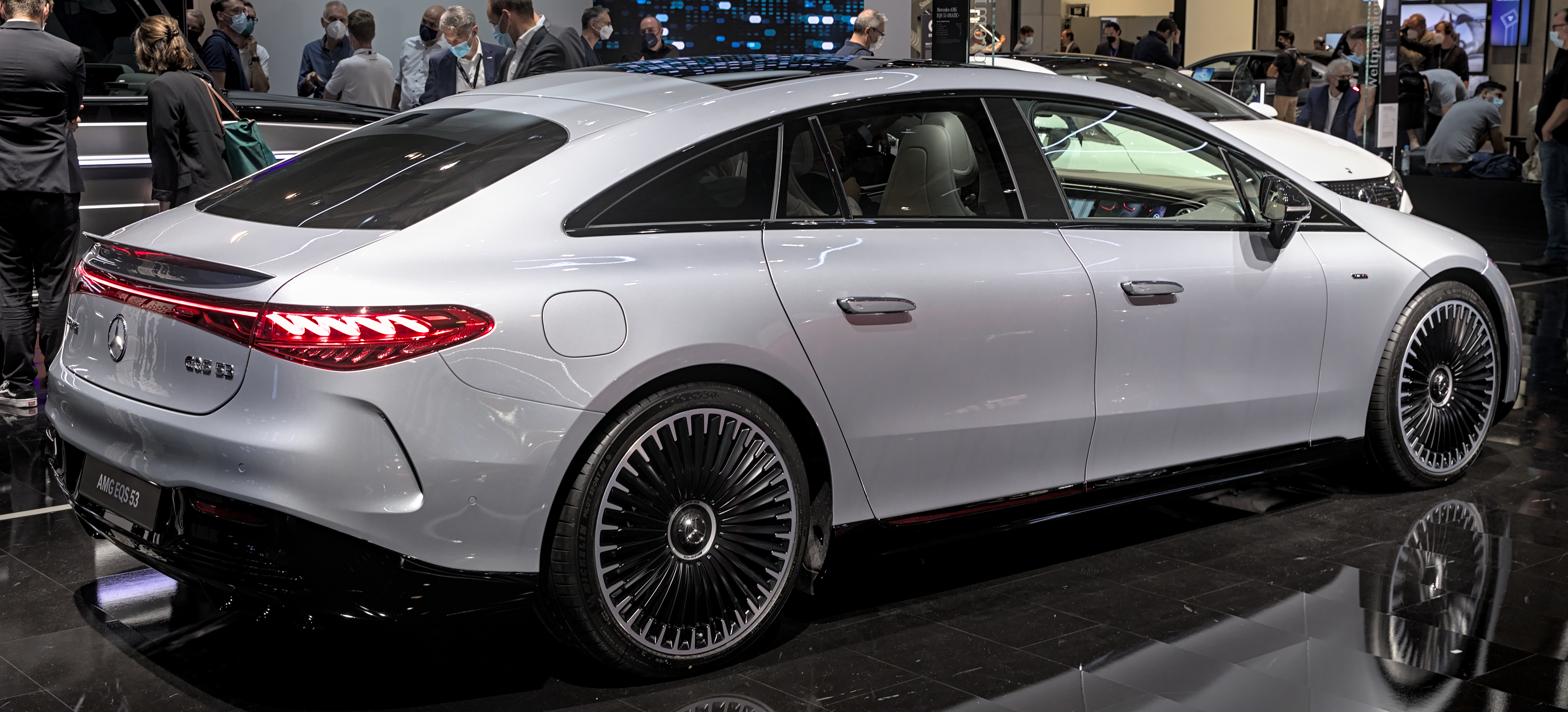
Hátulnézetből
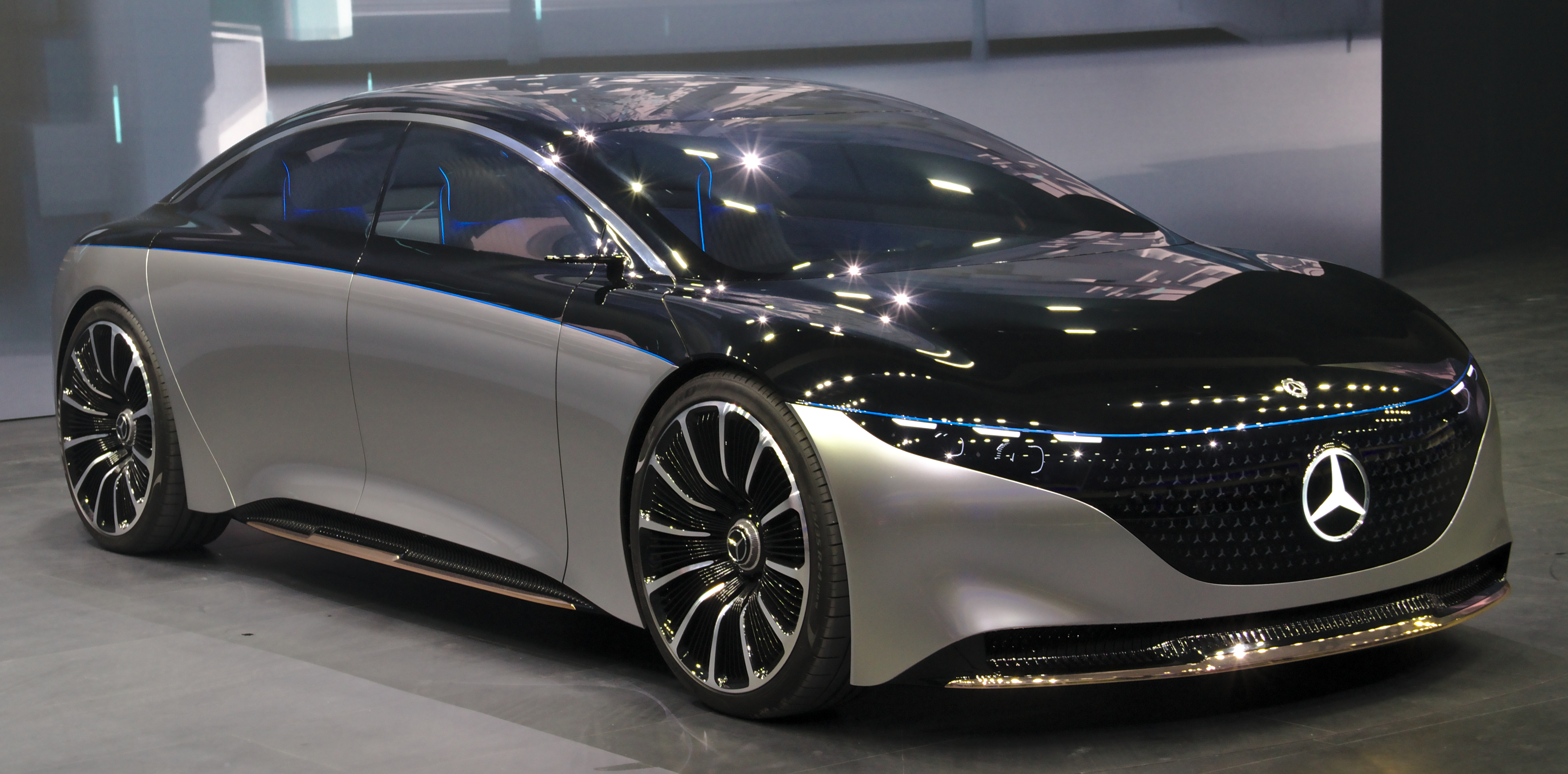
Konzept Vision EQS mit 5,30 m Länge,[6] IAA 2019

### Belső tér

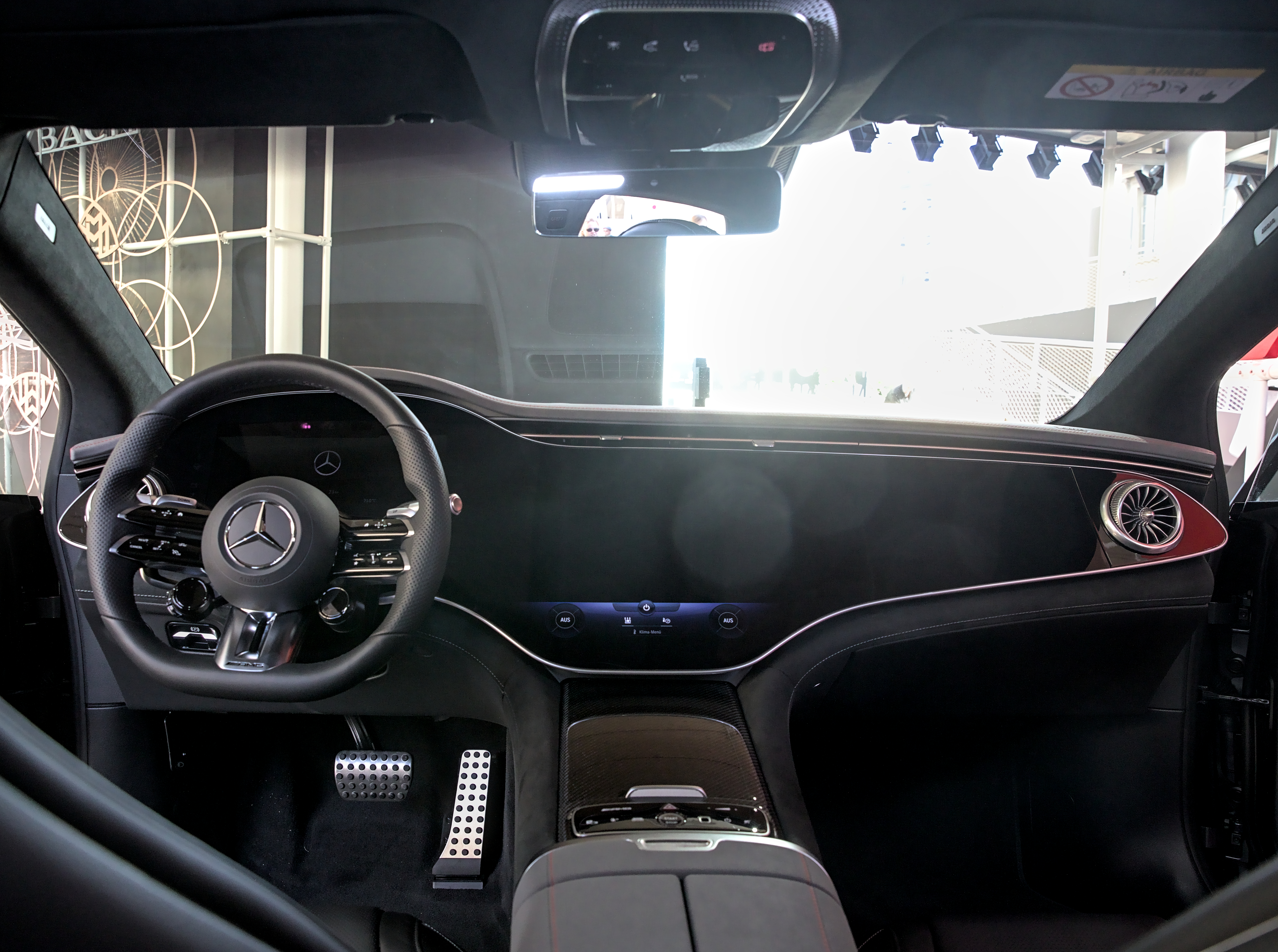
Belső tér

A járműnek új megközelítést kell alkalmaznia a belső kialakításban, mivel ez a cég első tisztán elektromos platformja. Ennek az új iránynak a legszembetűnőbb eleme az opcionális képernyőkkel ellátott műszerfal (MBUX Hyperscreen). Egy takaróüvegből áll, amely a jármű teljes szélességében átnyúlik, és egy klasszikus műszerfal formáját visszhangozza. Még a külső szellőzőnyílások is kinyúlnak az üvegfelületből. A takaróüveg alatt három képernyő került elhelyezésre, a bal oldali a vezetőnek a szükséges adatokat mutatja, a középső nagy, a jobb oldali pedig az utas előtt jobb oldali érintős vezérléssel rendelkezik, Az MBUX A hiperképernyőt egyszerű menük segítségével kell kezelni – minden funkció közvetlenül elérhető a legfelső szintről (Zero Layer) – és Magic Modules – a rendszer a megfelelő menüelemeket közvetlenül a legfelső szinten jeleníti meg környezetérzékeny módon vagy a tanult felhasználói viselkedés – különösen egyszerűek. Ezen kívül van a többi MBUX rendszerből ismert hangvezérlés.
MBUX Hyperscreen nélkül a pilótafülke hasonló a jelenlegi S-osztályú W 223- hoz.
Mivel a járműnek nincs középső alagútja, a középkonzol úgy tűnik, hogy szabadon lebeg a térben, és további tárhelyet és USB-portokat kínál a kezelőszervek alatt.
Az ajtólapok a jelenlegi belsőépítészet dizájnelemeit idézik. Az ablakemelők vezérlőkapcsolóival ellátott kartámasznak szabadon álló tálalószekrényt kell képviselnie.
A más sorozatokból ismert környezeti világítás – folyamatos fénycsík a műszerfalon és az ajtókon – opcionálisan további funkciókat is átvesz az EQS-ben, például sávváltáskor figyelmeztet a többi járműre oldalt (holttér-asszisztens).

## Biztonság
2021 őszén az EQS-t járműbiztonsági szempontból tesztelte az Euro NCAP . Öt lehetséges csillagból ötöt kapott.

## Technológia
A jármű a Modular Electric Architecture (MEA) platformra épül, melynek belső neve EVA II. A Mercedes digitális fénytechnológiáját használják a fényszórókban, amelyek hologramos kivetítők segítségével szimbólumokat tudnak kivetíteni az útra. Opcionálisan elektromosan nyitható ajtók is rendelhetők.

### Hajtás és akkumulátor
Az EQS hajtása elektromos, és egy (csak hátsó) vagy két Valeo Siemens villanymotorból áll, amelyek a tengelyek közé vannak szerelve. Az EQS 450+ sorozatmodell 245-ös kimenettel rendelkezik kW, az EQS 580 4Matic 385 összkerékhajtású változata kW.  A hatótáv a WLTP szerint akár 770 kilométer is lehet. A végsebesség 210 km/h korlátozott.  A nettó 107,8 kWh  teljesítménnyel az EQS rendelkezik a jelenleg a sorozatgyártású autókban használt legnagyobb akkumulátorral. Körülbelül 30 alatt meg tudja csinálni perc vissza 80-ra % feltöltve lenni. A töltési csúcs a megfelelő gyorstöltő állomásokon kb. 200 kW. Az EQS-be beépített lítium-ion cellák a CATL gyártóval kötött stratégiai partnerségből származnak.  Ezek NCM -sejtek, amelyek nikkel:kobalt:mangán aránya 8:1:1. A Mercedes tíz év vagy 250 000 kilométer garanciát vállal az akkumulátorra. Az AMG változatok azonos akkumulátorral rendelkeznek, a maximális teljesítmény 560-ig terjed kW azonban magasabb.  Az EQS 350 alapmodell 90,6 energiatartalmú akkumulátorral rendelkezik kWh, maximális teljesítménye pedig 215 kW.  Az ebben az akkumulátorban használt cellákat a Farasis Energy kínai gyártó gyártja. A 2024-es modellfrissítéssel az akkumulátorok energiatartalma 118 kWh-ra nő.

### Aerodinamikai világrekordok
A 2021-es sorozatgyártás óta a Mercedes EQS tartja a légellenállási együttható (cw) új világrekordját az összes közúti legális sorozatú jármű között, mindössze 0,20.

#### őstörténet
A 2012 óta gyártott Tesla Model S vagy 2016 óta a Prius IV és a Hyundai Ioniq, amelyeket nagyon áramvonalasra terveztek, légellenállási együtthatója 0,24. A Tesla Model 3 2017 óta tartja az új 0,23-as világrekordot. A Daimler szerint az új A-osztályú szedán cw -jét 0,24-ről 0,22-re csökkentették, így 2018 és 2021 között az A-osztály tartotta a világrekordot az összes szériajármű között.

### futómű
Az első tengely négylengőkaros tengely, a hátsó tengely a Mercedesnél megszokott többlengőkaros tengely. Az EQS hátsó tengelye akár 4,5 fokban is kormányozható. 60 km/h alatti sebességnél a hátsó kerekek az első kerekekkel ellentétes irányba fordulnak, így a fordulókör 11,9 m. Kívánt esetben a kormányszög 10 fokra növelhető, ami 10,9 m-re csökkenti a fordulókört. Ez a későbbiekben is aktiválható az éteren keresztül. 60 km/h felett az első és a hátsó kerekek ugyanabba az irányba kormányoznak. Az autó légrugózása lehetővé teszi a karosszéria nagy sebességnél történő leengedését. Sport módban az esés 20 mm 120 km/h-ról.

### Automatizált vezetés
Az S-osztályhoz hasonlóan az EQS is 2022 májusa óta rendelhető úgynevezett Drive Pilottal . Ezzel kiválaszthatja az autonómia szintjét<span typeof="mw:Entity" id="mwvA">&nbsp;</span>A 3-assal akár 60 km/órás sebességgel és jó időjárási körülmények között  lehet haladni a német autópálya 13 191 kilométerén. Baleset esetén a gyártó és nem a sofőr felelős.

### Műszaki adatok
|                                                | EQS 350                                 | EQS 450+                                | EQS 450+                                | EQS 450+                                | EQS 450 4Matic                          | EQS 450 4Matic                          | EQS 500 4Matic                          | EQS 500 4Matic                          | EQS 580 4Matic                          | EQS 580 4Matic                          | EQS 580 4Matic                          | AMG EQS 53 4Matic+                      | AMG EQS 53 4Matic+                      | AMG EQS 53 4Matic+ Dynamic Plus         | AMG EQS 53 4Matic+ Dynamic Plus         |
| Bauzeitraum                                    | 11/2021–05/2022                         | 08/2021–04/2023                         | 07/2023–04/2024                         | seit 04/2024                            | 05/2022–04/2024                         | seit 04/2024                            | 05/2022–04/2024                         | seit 04/2024                            | 08/2021–04/2023                         | 07/2023–04/2024                         | seit 04/2024                            | 12/2021–04/2024                         | seit 04/2024                            | 12/2021–04/2024                         | seit 04/2024                            |
| Motorkenndaten                                 |                                         |                                         |                                         |                                         |                                         |                                         |                                         |                                         |                                         |                                         |                                         |                                         |                                         |                                         |                                         |
| Motortyp                                       | Elektromotor hinten                     | Elektromotor hinten                     | Elektromotor hinten                     | Elektromotor hinten                     | Elektromotor vorne und hinten           | Elektromotor vorne und hinten           | Elektromotor vorne und hinten           | Elektromotor vorne und hinten           | Elektromotor vorne und hinten           | Elektromotor vorne und hinten           | Elektromotor vorne und hinten           | Elektromotor vorne und hinten           | Elektromotor vorne und hinten           | Elektromotor vorne und hinten           | Elektromotor vorne und hinten           |
| Motorbauart                                    | permanentmagneterregte Synchronmaschine | permanentmagneterregte Synchronmaschine | permanentmagneterregte Synchronmaschine | permanentmagneterregte Synchronmaschine | permanentmagneterregte Synchronmaschine | permanentmagneterregte Synchronmaschine | permanentmagneterregte Synchronmaschine | permanentmagneterregte Synchronmaschine | permanentmagneterregte Synchronmaschine | permanentmagneterregte Synchronmaschine | permanentmagneterregte Synchronmaschine | permanentmagneterregte Synchronmaschine | permanentmagneterregte Synchronmaschine | permanentmagneterregte Synchronmaschine | permanentmagneterregte Synchronmaschine |
| max. Leistung                                  | 215 kW (292 PS)                         | 245 kW (333 PS)                         | 265 kW (360 PS)                         | 265 kW (360 PS)                         | 265 kW (360 PS)                         | 265 kW (360 PS)                         | 330 kW (449 PS)                         | 330 kW (449 PS)                         | 385 kW (523 PS)                         | 400 kW (544 PS)                         | 400 kW (544 PS)                         | 484 kW (658 PS)                         | 484 kW (658 PS)                         | 560 kW (761 PS)                         | 560 kW (761 PS)                         |
| max. Drehmoment                                | 565 Nm                                  | 568 Nm                                  | 568 Nm                                  | 568 Nm                                  | 800 Nm                                  | 800 Nm                                  | 855 Nm                                  | 828 Nm                                  | 855 Nm                                  | 858 Nm                                  | 858 Nm                                  | 950 Nm                                  | 950 Nm                                  | 1020 Nm                                 | 1020 Nm                                 |
| Kraftübertragung                               |                                         |                                         |                                         |                                         |                                         |                                         |                                         |                                         |                                         |                                         |                                         |                                         |                                         |                                         |                                         |
| Antrieb                                        | Hinterradantrieb                        | Hinterradantrieb                        | Hinterradantrieb                        | Hinterradantrieb                        | Allradantrieb                           | Allradantrieb                           | Allradantrieb                           | Allradantrieb                           | Allradantrieb                           | Allradantrieb                           | Allradantrieb                           | Allradantrieb                           | Allradantrieb                           | Allradantrieb                           | Allradantrieb                           |
| Getriebe                                       | Festes Übersetzungsverhältnis           | Festes Übersetzungsverhältnis           | Festes Übersetzungsverhältnis           | Festes Übersetzungsverhältnis           | Festes Übersetzungsverhältnis           | Festes Übersetzungsverhältnis           | Festes Übersetzungsverhältnis           | Festes Übersetzungsverhältnis           | Festes Übersetzungsverhältnis           | Festes Übersetzungsverhältnis           | Festes Übersetzungsverhältnis           | Festes Übersetzungsverhältnis           | Festes Übersetzungsverhältnis           | Festes Übersetzungsverhältnis           | Festes Übersetzungsverhältnis           |
| Messwerte                                      |                                         |                                         |                                         |                                         |                                         |                                         |                                         |                                         |                                         |                                         |                                         |                                         |                                         |                                         |                                         |
| Leergewicht                                    | 2390 kg                                 | 2480 kg                                 | 2515 kg                                 | 2515 kg                                 | 2615 kg                                 | 2630 kg                                 | 2615 kg                                 | 2630 kg                                 | 2585 kg                                 | 2635 kg                                 | 2635 kg                                 | 2680 kg                                 | 2700 kg                                 | 2680 kg                                 | 2700 kg                                 |
| Max. Zuladung                                  | 520 kg                                  | 465 kg                                  | 430 kg                                  | 430 kg                                  | 445 kg                                  | 430 kg                                  | 445 kg                                  | 430 kg                                  | 475 kg                                  | 425 kg                                  | 425 kg                                  | 545 kg                                  | 525 kg                                  | 545 kg                                  | 525 kg                                  |
| Höchstgeschwindigkeit                          | 210 km/h                                | 210 km/h                                | 210 km/h                                | 210 km/h                                | 210 km/h                                | 210 km/h                                | 210 km/h                                | 210 km/h                                | 210 km/h                                | 210 km/h                                | 210 km/h                                | 220 km/h                                | 220 km/h                                | 250 km/h                                | 250 km/h                                |
| Beschleunigung, 0–100 km/h                     | 6,6 s                                   | 6,2 s                                   | 6,1 s                                   | 6,2 s                                   | 5,6 s                                   | 5,7 s                                   | 4,8 s                                   | 4,9 s                                   | 4,3 s                                   | 4,3 s                                   | 4,4 s                                   | 3,8 s                                   | 3,8 s                                   | 3,4 s                                   | 3,4 s                                   |
| Energieverbrauch auf 100 km (WLTP, kombiniert) | 16,4–20,0 kWh                           | 15,7–19,8 kWh                           | 16,4–19,7 kWh                           | 16,4–19,9 kWh                           | 17,7–21,4 kWh                           | 17,0–20,9 kWh                           | 17,7–21,4 kWh                           | 17,0–20,9 kWh                           | 18,2–21,3 kWhSablon:FN                  | 17,2–20,9 kWh                           | 17,0–20,9 kWh                           | 21,1–23,4 kWh                           | 20,9–24,3 kWh                           | 21,1–23,4 kWh                           | 20,9–24,3 kWh                           |
| Max. Ladeleistung (AC)                         | 11 kW                                   | 11 kW                                   | 11 kW                                   | 11 kW                                   | 11 kW                                   | 11 kW                                   | 11 kW                                   | 11 kW                                   | 11 kW                                   | 11 kW                                   | 11 kW                                   | 11 kW                                   | 11 kW                                   | 11 kW                                   | 11 kW                                   |
| Max. Ladeleistung (DC)                         | 170 kW                                  | 200 kW                                  | 200 kW                                  | 200 kW                                  | 200 kW                                  | 200 kW                                  | 200 kW                                  | 200 kW                                  | 200 kW                                  | 200 kW                                  | 200 kW                                  | 200 kW                                  | 200 kW                                  | 200 kW                                  | 200 kW                                  |
| Batterie-Typ                                   | Lithium-Ionen-Akkumulator               | Lithium-Ionen-Akkumulator               | Lithium-Ionen-Akkumulator               | Lithium-Ionen-Akkumulator               | Lithium-Ionen-Akkumulator               | Lithium-Ionen-Akkumulator               | Lithium-Ionen-Akkumulator               | Lithium-Ionen-Akkumulator               | Lithium-Ionen-Akkumulator               | Lithium-Ionen-Akkumulator               | Lithium-Ionen-Akkumulator               | Lithium-Ionen-Akkumulator               | Lithium-Ionen-Akkumulator               | Lithium-Ionen-Akkumulator               | Lithium-Ionen-Akkumulator               |
| Akkumulatorenergieinhalt                       | 91 kWh                                  | 108 kWh                                 | 108 kWh                                 | 118 kWh                                 | 108 kWh                                 | 118 kWh                                 | 108 kWh                                 | 118 kWh                                 | 108 kWh                                 | 108 kWh                                 | 118 kWh                                 | 108 kWh                                 | 118 kWh                                 | 108 kWh                                 | 118 kWh                                 |
| Hatótávolság a WLTP szerint                    | 529–638 km                              | 631–782 km                              | 635–753 km                              | 683–821 km                              | 578–695 km                              | 654–798 km                              | 578–695 km                              | 654–798 km                              | 582–679 km                              | 597–717 km                              | 654–798 km                              | 529–586 km                              | 532–626 km                              | 529–586 km                              | 532–626 km                              |

## Anyaghasználat
A járműnek túlnyomórészt fenntartható anyagokból kell készülnie. A fa a helyi erdőkből származzon, a koncepciójárműben a dekorációs anyagok tengeri műanyaghulladékból, a mikroszálas anyagok pedig újrahasznosított PET-palackokból készülnek. A műszerfalban juharfát használtak. A test acél, alumínium és szénszál erősítésű műanyag keverékéből áll. A gyártási modellben 80 százalékban másodlagos acélt használnak a karosszériához.  Az akkumulátorcellákat részben CO₂-semleges folyamatban kell használni 100 fokon %-ban termelnek megújuló energiát. Az egyes cellákat a Daimler leányvállalata, a Deutsche Accumotive gyártja akkumulátorokká.

## Pénzügyi szempontok, egyéb
A szériaváltozat 2021 áprilisi bemutatásakor az EQS-t egy évig ingyenesen lehetett tölteni az Ionity gyorstöltő pontjain, a Mercedes Me Charge programban pedig három évre elengedték az alapdíjat.
A Mercedes főnöke, Ola Källenius szerint az elektromos járművek magasabb gyártási költségei miatt a Mercedes kevesebbet keresett az eladott EQS-enként, mint egy hasonló, belső égésű motorral rendelkező modellen.

## Tesztjárművek

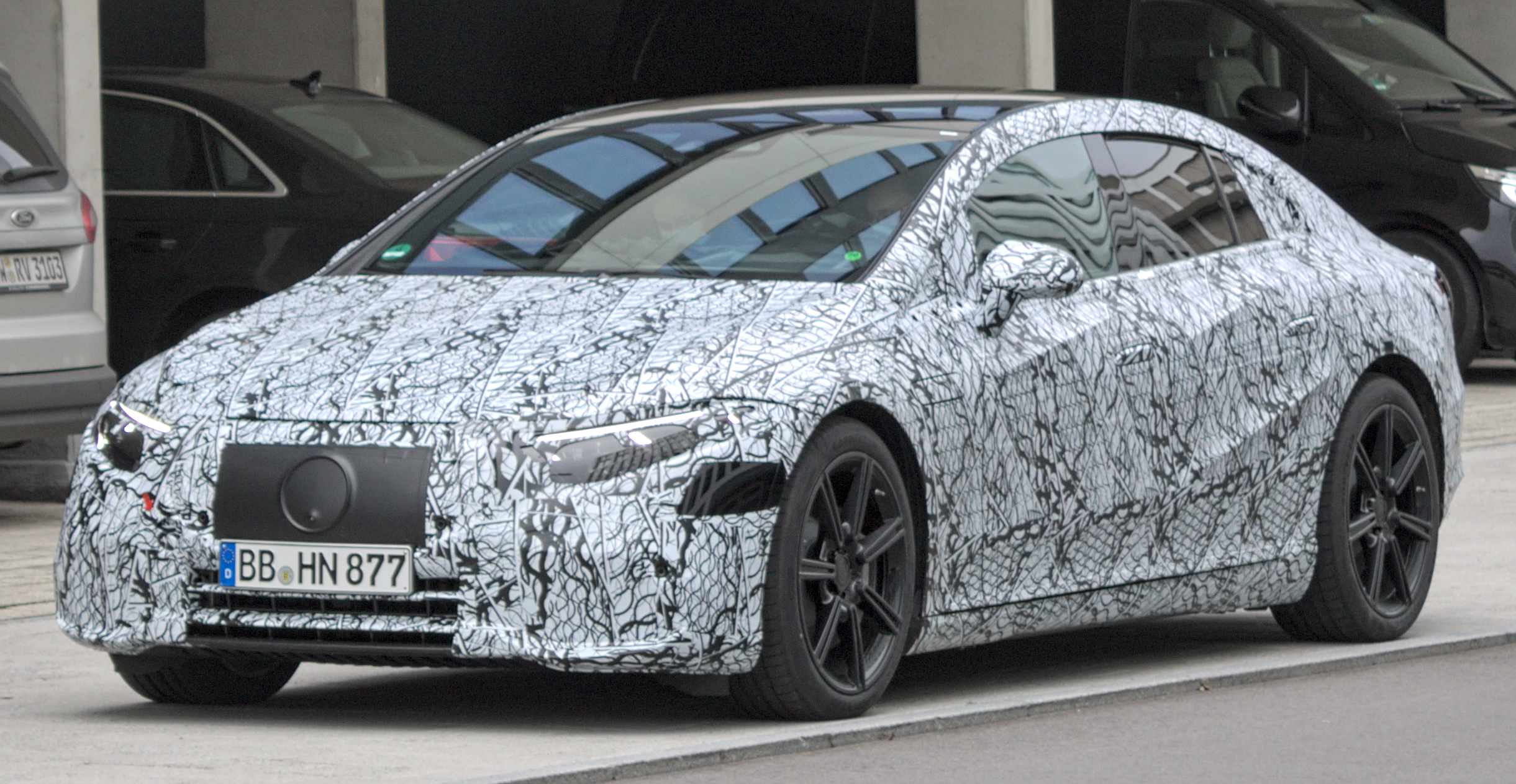
Az EQS kamuflázzsal álcázva 2020 novemberében Böblingenben
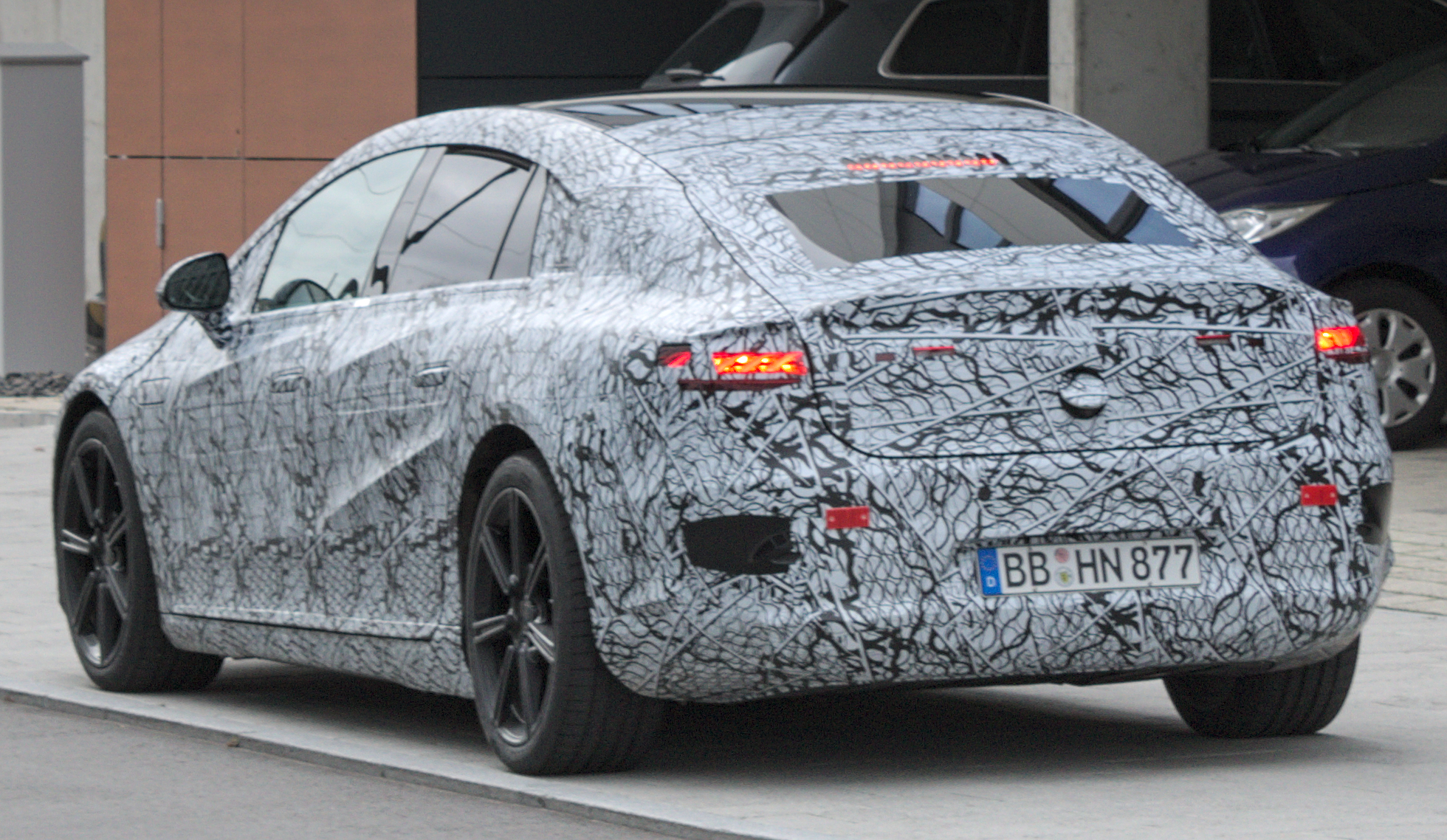
Hátsó nézet

## internetes linkek
- EQS Limousine, 2024. április 25.

### videókat
- Der neue EQS : Aufbruch in eine neue Ära, Mercedes-Benz AG, 2021. YouTube

## Fordítás
Ez a szócikk részben vagy egészben  a   Mercedes-Benz V 297 című német Wikipédia-szócikk ezen változatának fordításán alapul.  Az eredeti cikk szerkesztőit annak laptörténete sorolja fel. Ez a jelzés csupán a megfogalmazás eredetét és a szerzői jogokat jelzi, nem szolgál a cikkben szereplő információk forrásmegjelöléseként.